# Ancarano
Ancarano là một đô thị và thị xã của Ý. Đô thị này thuộc tỉnh Teramo trong vùng Abruzzo. Ancarano có diện tích 14 km2, dân số theo ước tính năm 2010 của Viện thống kê quốc gia Ý là 1897 người. 
Các đơn vị dân cư:
Đô thị Ancarano giáp với các đô thị: